# Aspila prasina
Aspila prasina är en fjärilsart som beskrevs av Walker 1857. Aspila prasina ingår i släktet Aspila och familjen nattflyn. Inga underarter finns listade i Catalogue of Life.